# IP1
O IP1 ou Itinerário Principal do Litoral é um Itinerário Principal de Portugal que liga Valença, no distrito de Viana do Castelo, a Castro Marim, no distrito de Faro. Tem uma extensão total de 747 quilómetros e percorre o país de norte a sul, ligando os distritos de Viana do Castelo, Braga, Porto, Aveiro, Coimbra, Leiria, Santarém, Lisboa, Setúbal, Beja e Faro.
O IP1 esta constituído pelas seguintes autoestradas:
- Pela  A 3  entre Valença e o Porto, durante 117 quilómetros
- Pela  A 20  entre o Porto e Carvalhos, durante 23 quilómetros
- Pela  A 1  entre Carvalhos e Lisboa, durante 291 quilómetros
- Pela  A 12  entre Lisboa e Palmela, durante 36 quilómetros
- Pela  A 2  entre Palmela e Tunes, durante 201 quilómetros
- Pela  A 22  entre Tunes e Castro Marim, durante 79 quilómetros

Antes da conclusão da A2, os troços entre a Marateca e a Guia, atualmente pertencentes ao IC1 eram parte integrante do IP1. Também até 2003 a atual A22 entre Albufeira e a Ponte Internacional do Guadiana tinha a numeração IP1, passando depois para autoestrada.

## Saídas

### Valença - Castro Marim

#### A3 (Valença - Porto)
| Número da Saída | Nome da Saída                | Estrada que liga |
| --------------- | ---------------------------- | ---------------- |
| 14              | Valença                      | N 101            |
| 13              | São Pedro da Torre           | N 13             |
| 12              | Sapardos                     | N 303            |
| 11              | A 27 / Ponte de Lima (norte) | A 27 IC 28       |
| 10              | Ponte de Lima (sul)          | N 203            |
| 9               | Anais                        | N 201            |
| 8               | A 11 / Braga (oeste)         | A 11 N 103       |
| 7               | A 11 / Braga (sul)           | A 11 IP 9        |
| 6               | Cruz                         |                  |
| 5               | A 7 / Famalicão              | A 7              |
| 4               | Santo Tirso / Trofa          | N 104-1          |
| 3               | A 41 / Maia                  | A 41             |
| 2               | A 4 / Águas Santas           | A 4              |
| 1               | N 12 Circunvalação           | N 12             |

#### A20 (Porto - Gaia)
| Número da Saída | Nome da Saída            | Estrada que liga |
| --------------- | ------------------------ | ---------------- |
| 8               | Porto                    | A 20             |
| 7               | Avenida Fernão Magalhães |                  |
| 6               | Estádio do Dragão        |                  |
| 5               | Campanhã                 |                  |
| 4               | Gondomar                 | A 43             |
| 3               | Gaia / Oliveira do Douro | A 44             |
| 2               | Vilar de Andorinho       |                  |
| 1               | A 29                     | A 29             |

#### A1 (Gaia - Lisboa)
| Número da Saída | Nome da Saída                           | Estrada que liga |
| --------------- | --------------------------------------- | ---------------- |
| 20B             | Carvalhos                               | A 1              |
| 20A             | Gaia                                    | IC 2             |
| 19              | Espinho                                 | A 41             |
| 18              | Sta. Maria da Feira                     | N 223            |
| 17              | Estarreja / Oliveira de Azeméis         |                  |
| 16              | Albergaria-a-Velha                      | A 25             |
| 15              | Aveiro Sul                              | N 235            |
| 14              | Mealhada                                | N 234            |
| 13              | Coimbra Norte / Viseu / Figueira da Foz | A 14             |
| 12              | Coimbra Sul                             | N 341            |
| 11              | Condeixa                                | IC 2             |
| 10A             | Soure                                   | N 348            |
| 10              | Pombal                                  | IC 8             |
| 9               | Leiria / IC 2                           | A 8 IC 2         |
| 8               | Fátima                                  | N 356            |
| 7               | Torres Novas                            | A 23             |
| 6A              | Caldas da Rainha / Rio Maior            | A 15             |
| 6               | Santarém                                | N 114            |
| 5A              | Cartaxo                                 |                  |
| 5               | Aveiras                                 | N 366            |
| 4A              | Carregado                               | N 3              |
| 4               | A 10                                    | A 10             |
| 3               | Vila Franca de Xira (norte)             | N 1              |
| 2A              | Vila Franca de Xira (sul)               | N 10             |
| 2               | Alverca / Cascais / Loures              | A 9 (CREL)       |
| 1A              | St. Iria da Azóia                       | IC 2             |
| 1               | Lisboa / Sacavém                        | A 36 (CRIL)      |

#### A12 (Lisboa - Palmela)
| Número da Saída | Nome da Saída                         | Estrada que liga |
| --------------- | ------------------------------------- | ---------------- |
| 1               | Alcochete/Porto Alto Montijo/Barreiro | IC 3 IC 32       |
| 2               | Pinhal Novo                           | N 252            |

#### A2 (Palmela - Tunes)
| Número da Saída | Nome da Saída                  | Estrada que liga |
| --------------- | ------------------------------ | ---------------- |
| 5               | A 2 / Palmela / A 12 / Setúbal | A 2 A 12         |
| 6               | Marateca                       | N 10             |
| 7               | A 6 / A 13                     | A 6 A 13         |
| 8               | Alcácer do Sal                 | IC 1             |
| 9               | Grândola (norte)               | N 120            |
| 10              | Grândola (sul)                 | IP 8             |
| 11              | Aljustrel                      | N 261            |
| 12              | Castro Verde                   | IP 2             |
| 13              | Almodôvar                      | N 393            |
| 14              | São Bartolomeu de Messines     | N 124            |

#### A22 (Tunes - Castro Marim)
| Número da Saída | Nome da Saída         | Estrada que liga |
| --------------- | --------------------- | ---------------- |
| 10              | A 22 / Tunes          | A 22             |
| 11              | Boliqueime            | N 270            |
| 12              | Loulé                 | N 396            |
| 13              | Santa Bárbara de Nexe | IC 4             |
| 14              | Faro / Estoimagem:i   | N 2              |
| 15              | Olhão / Moncarapacho  | N 398            |
| 16              | Tavira                | N 270            |
| 17              | Monte Gordo / Altura  | N 125            |
| 18              | Castro Marim          | N 122            |

## Fotos

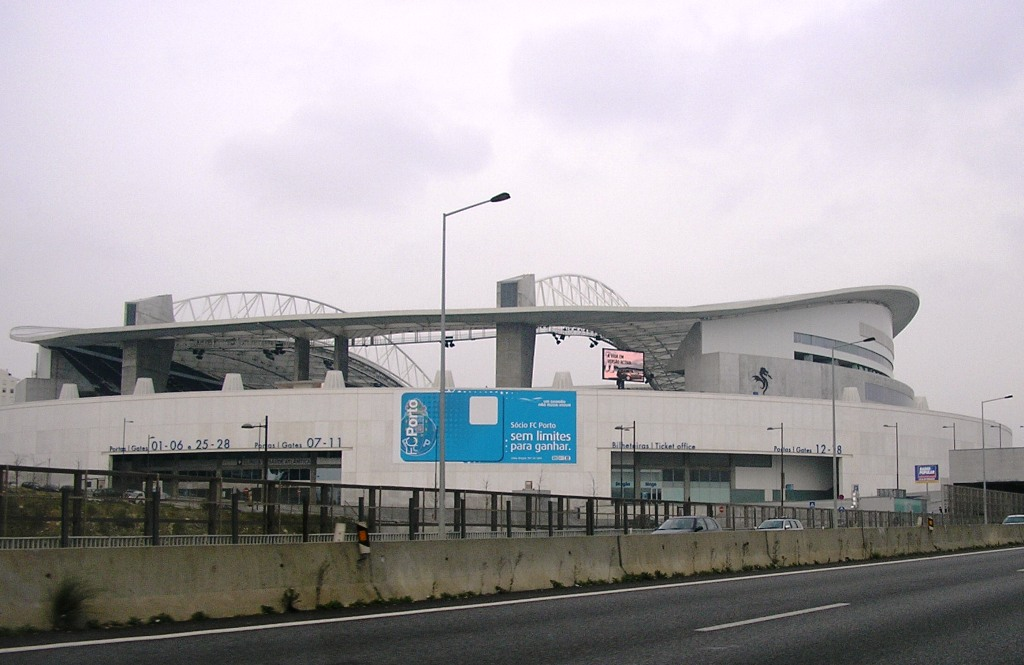
Estádio do Dragão, no Porto visto da A 20
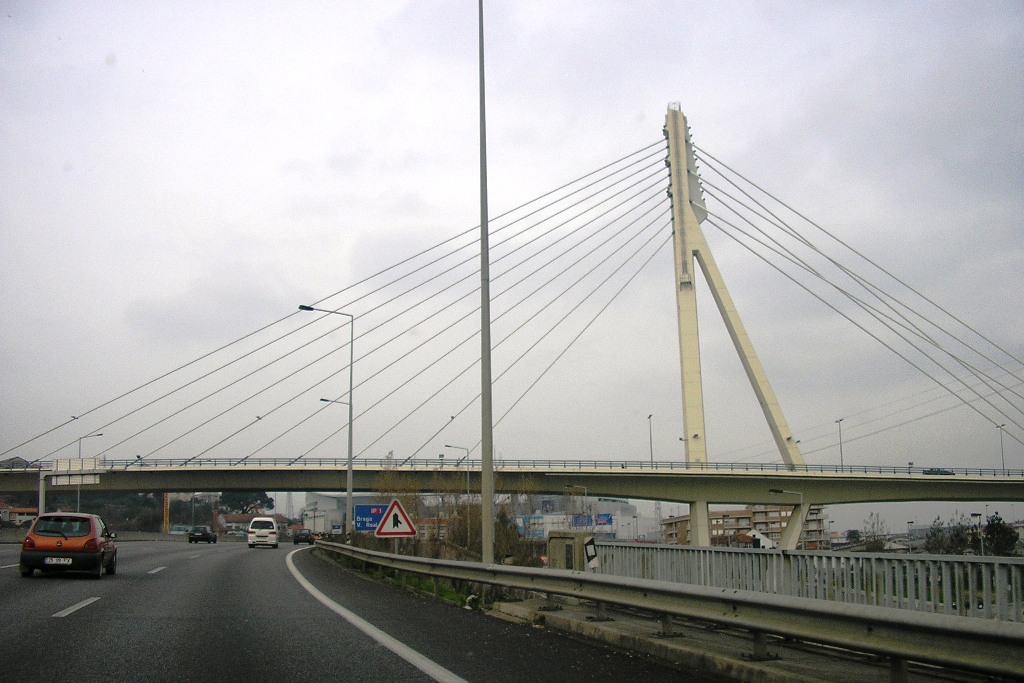
Viaduto sobre a A 20, no Porto
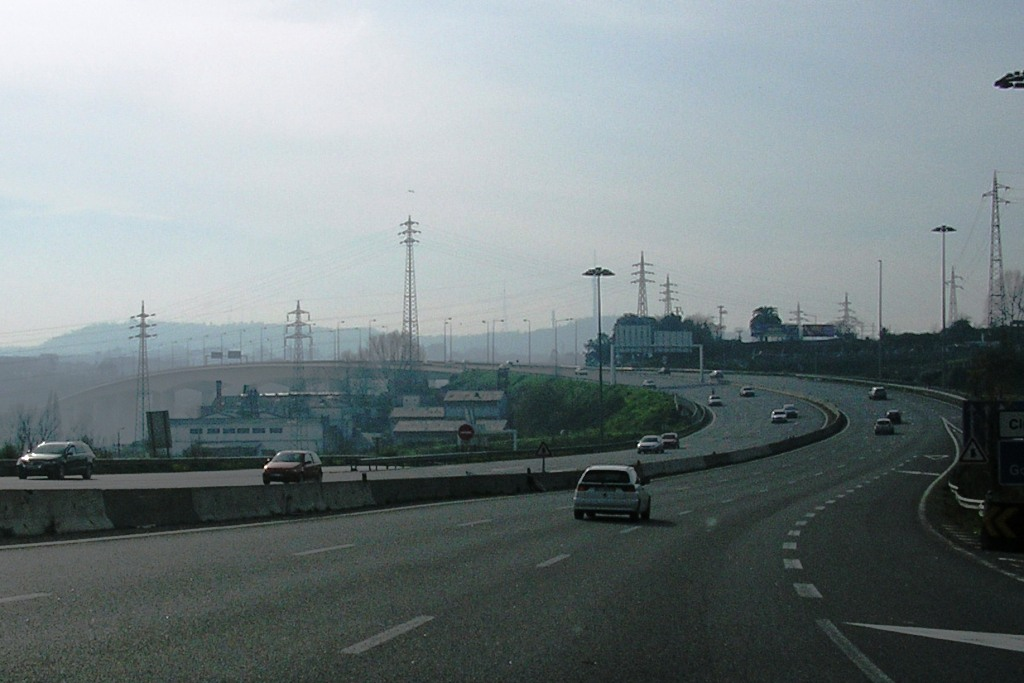
A20 antes da Ponte do Freixo
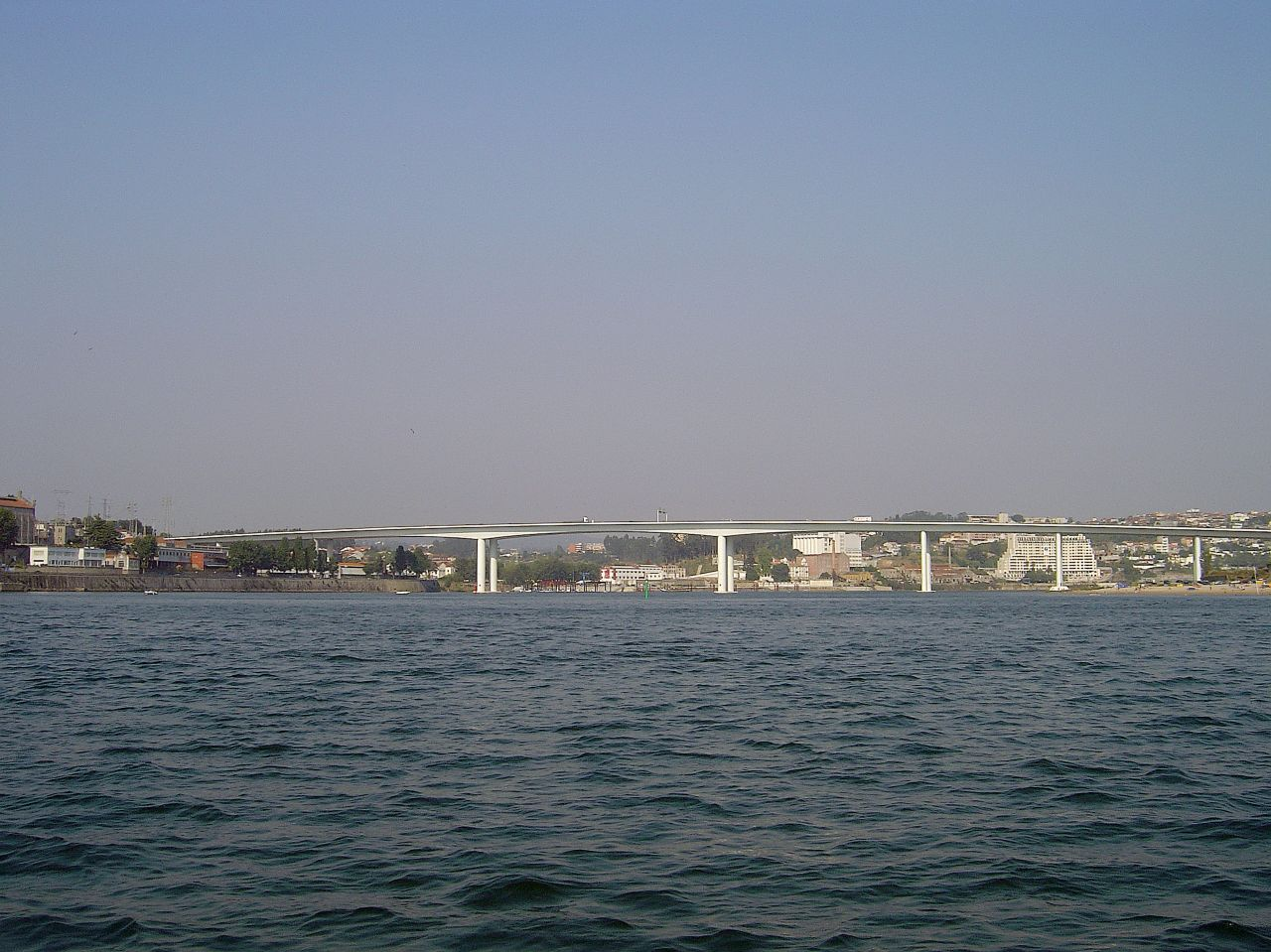
Ponte do Freixo
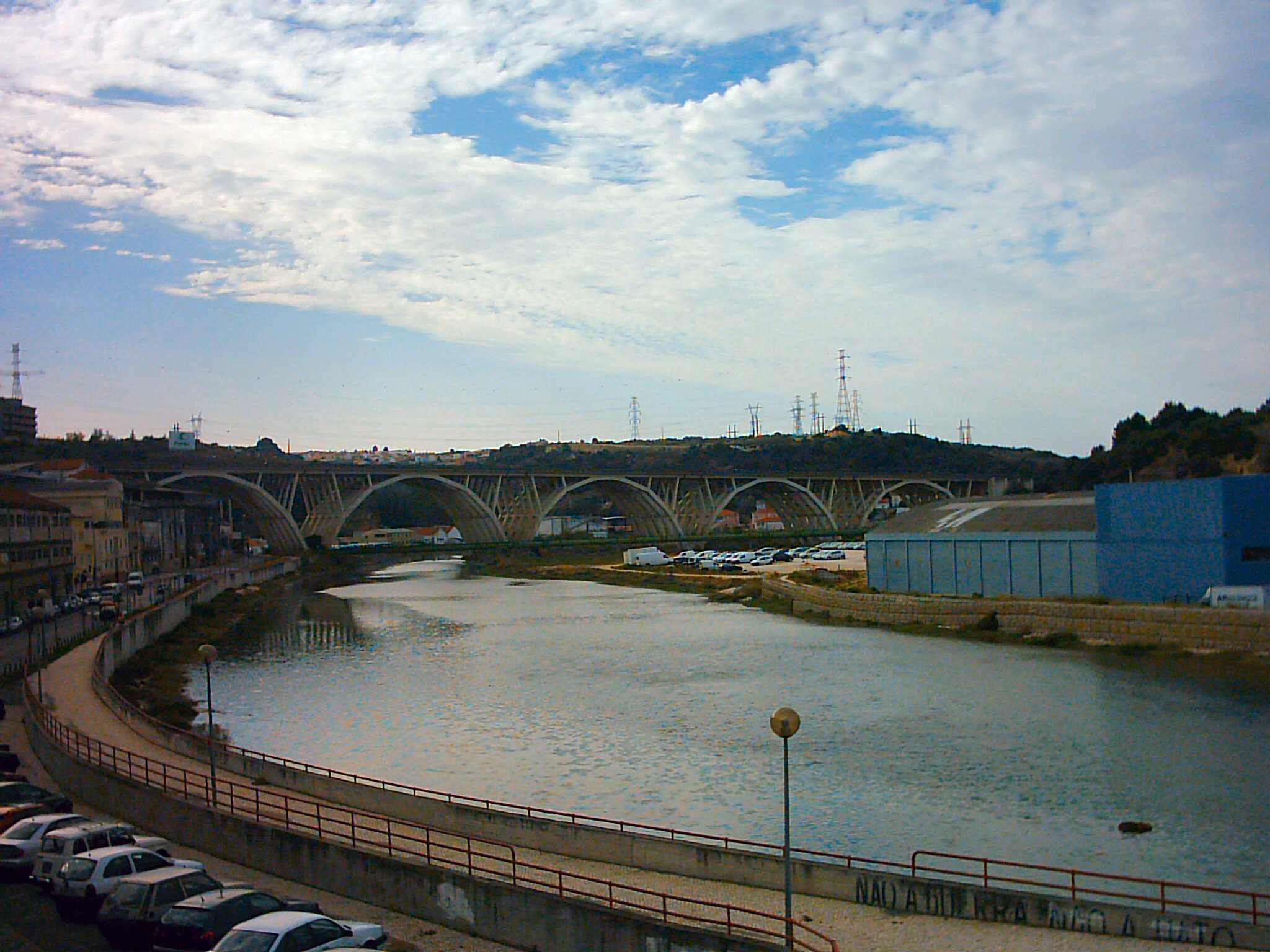
Viaduto na A 1, em Sacavém
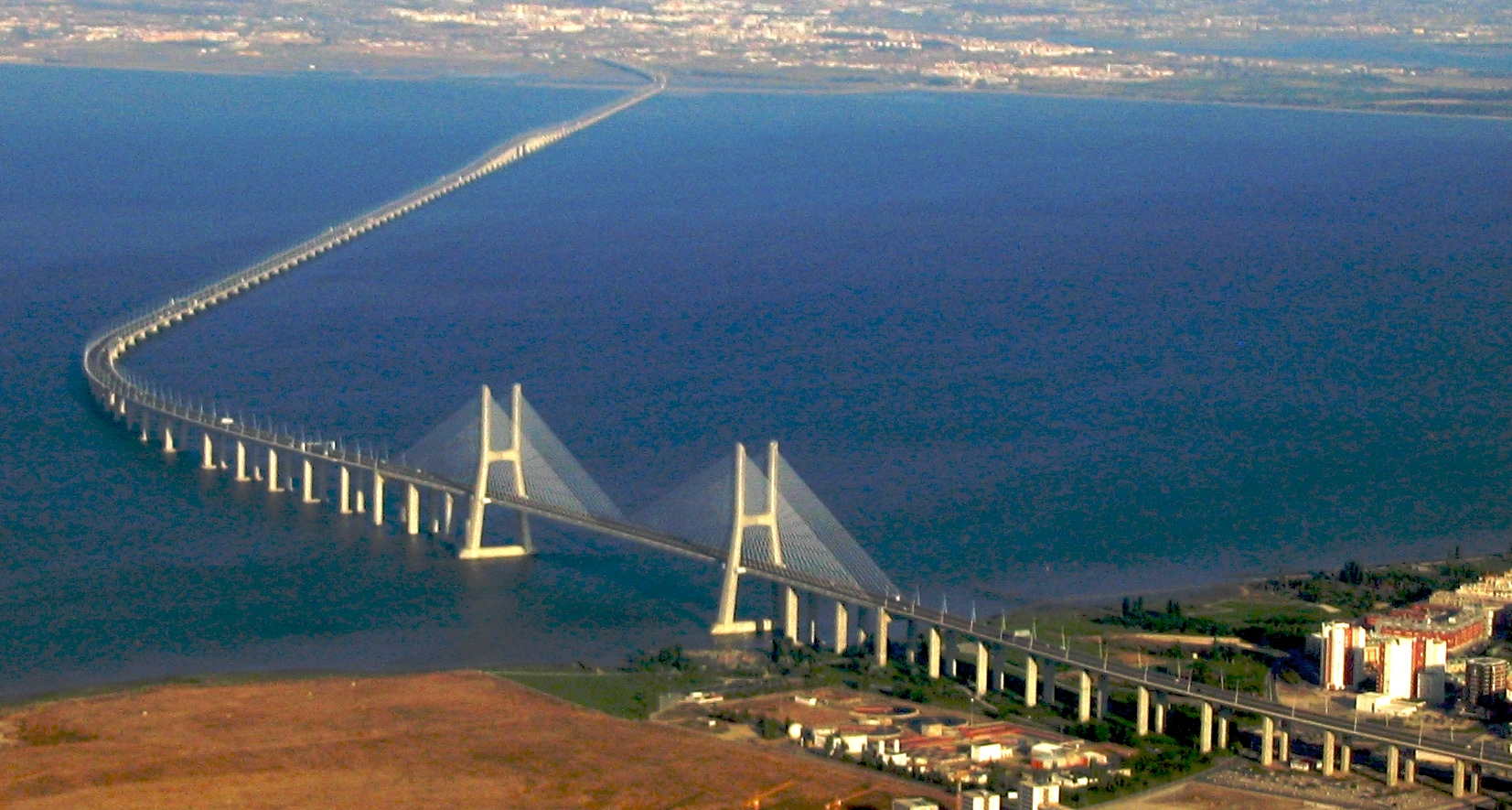
Vista aérea da Ponte Vasco da Gama
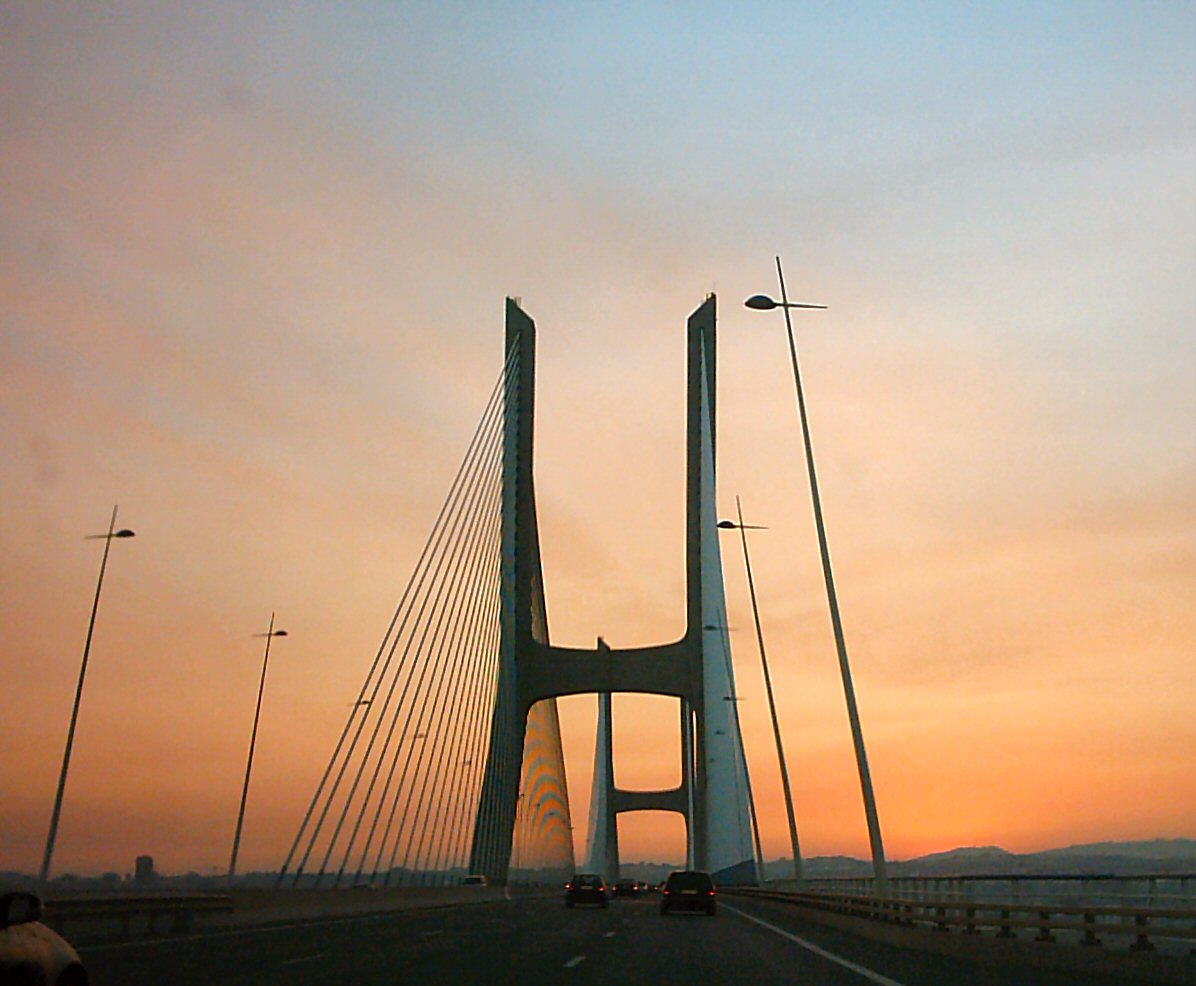
Tabuleiro rodoviário da Ponte Vasco da Gama
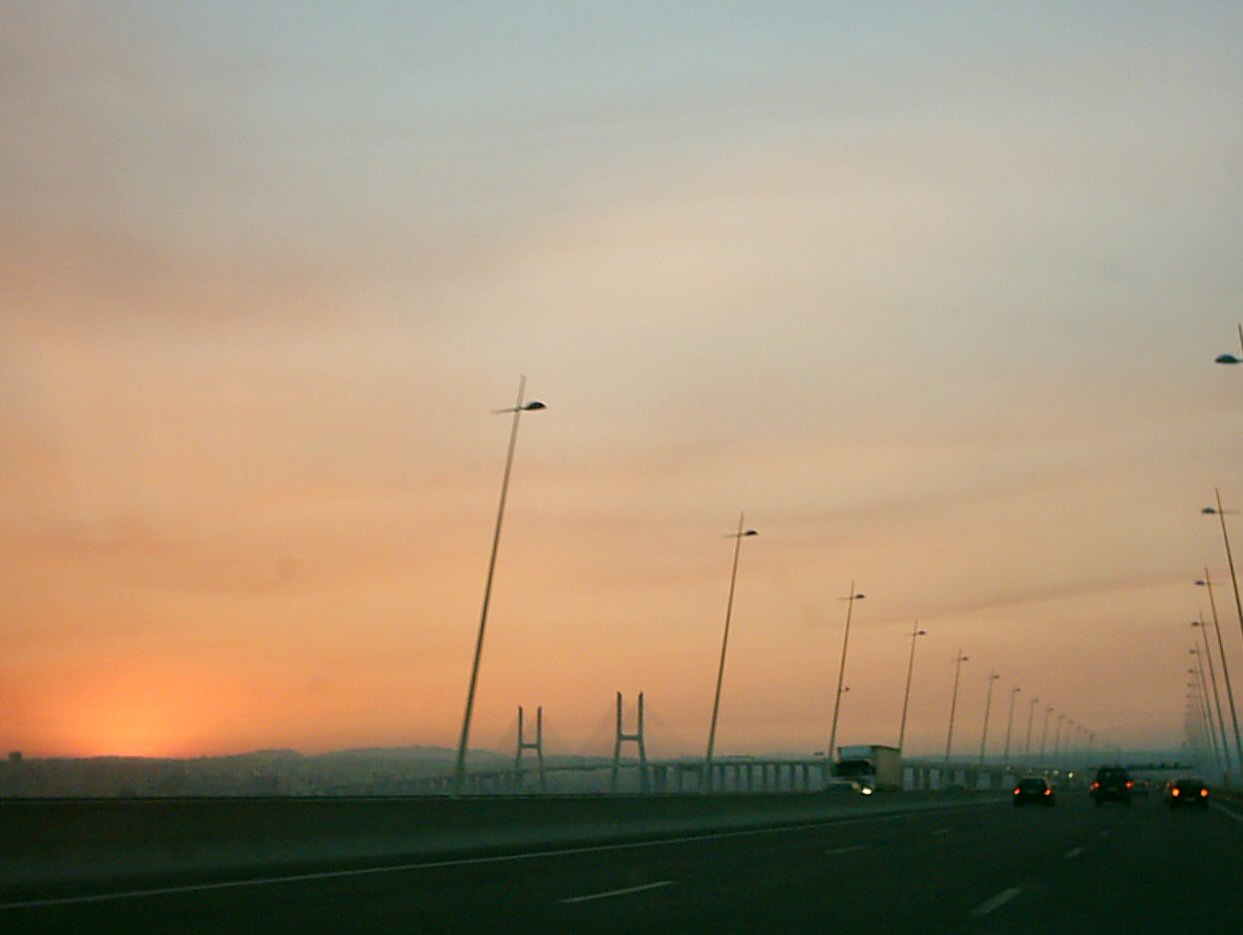
A 12 na Ponte Vasco da Gama
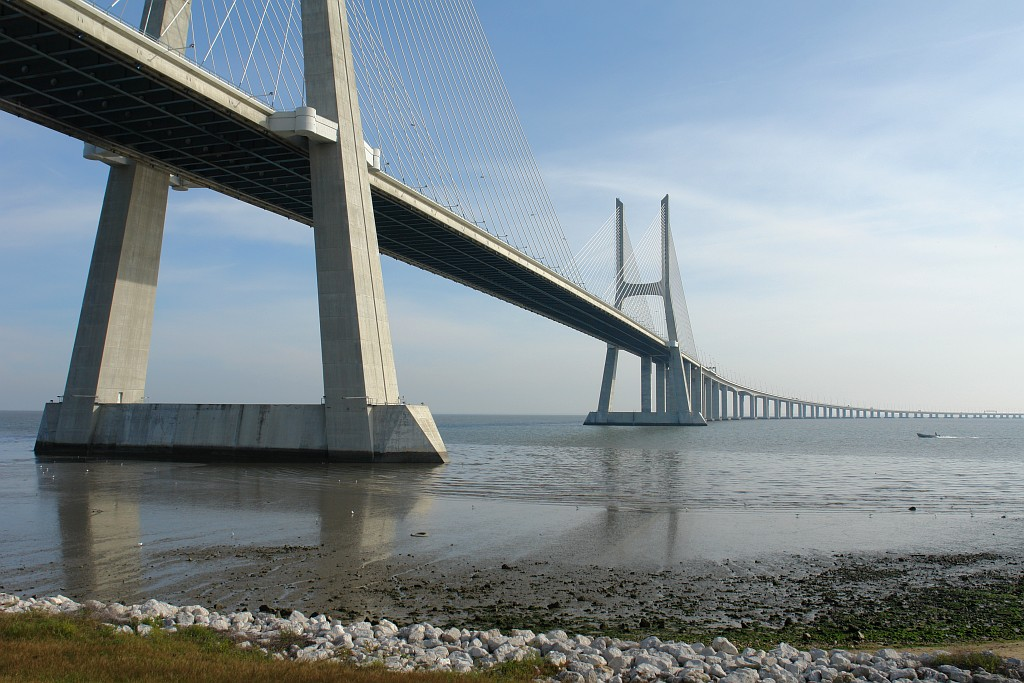
Ponte Vasco da Gama
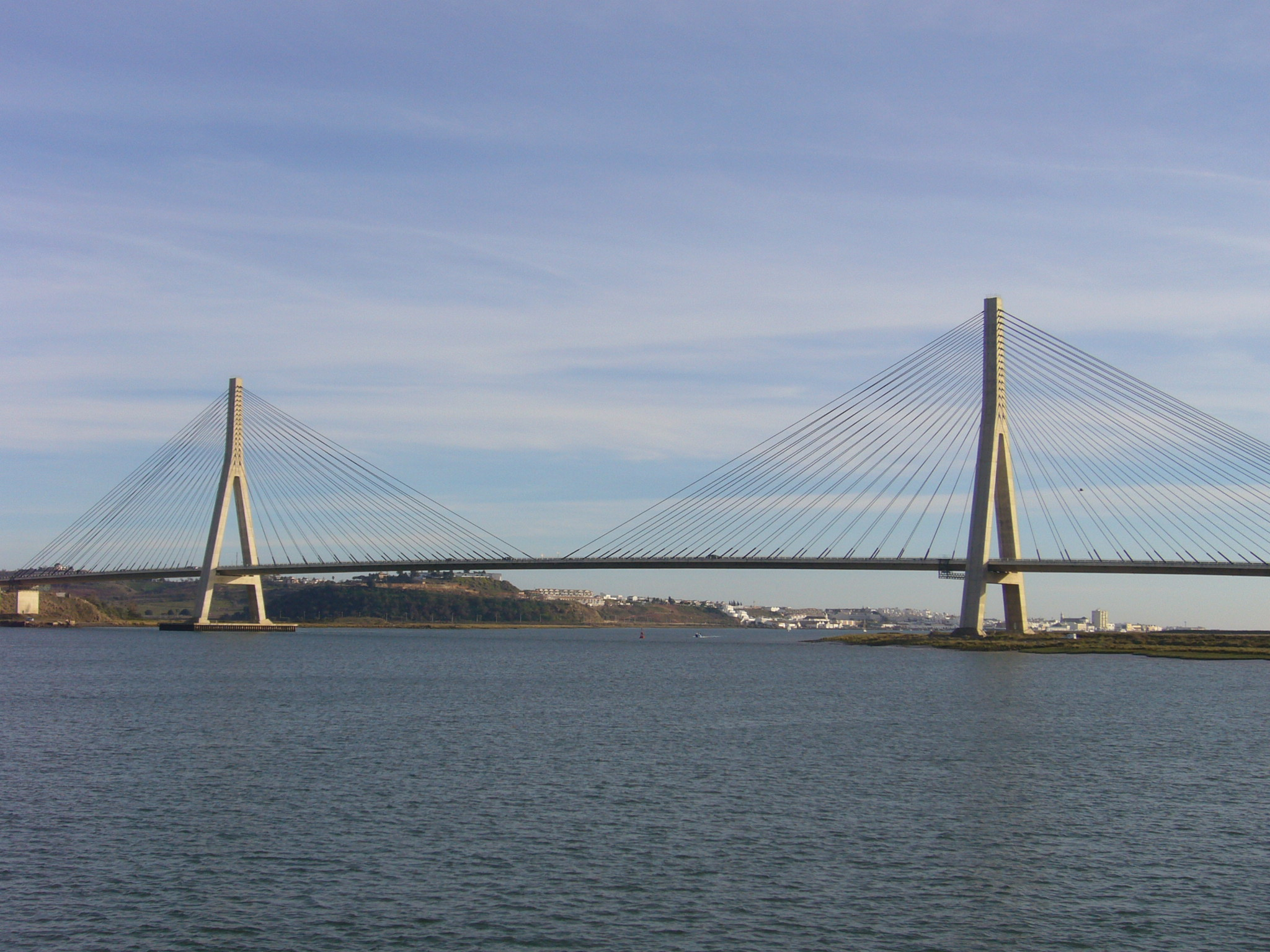
Ponte Internacional do Guadiana, final da A 22
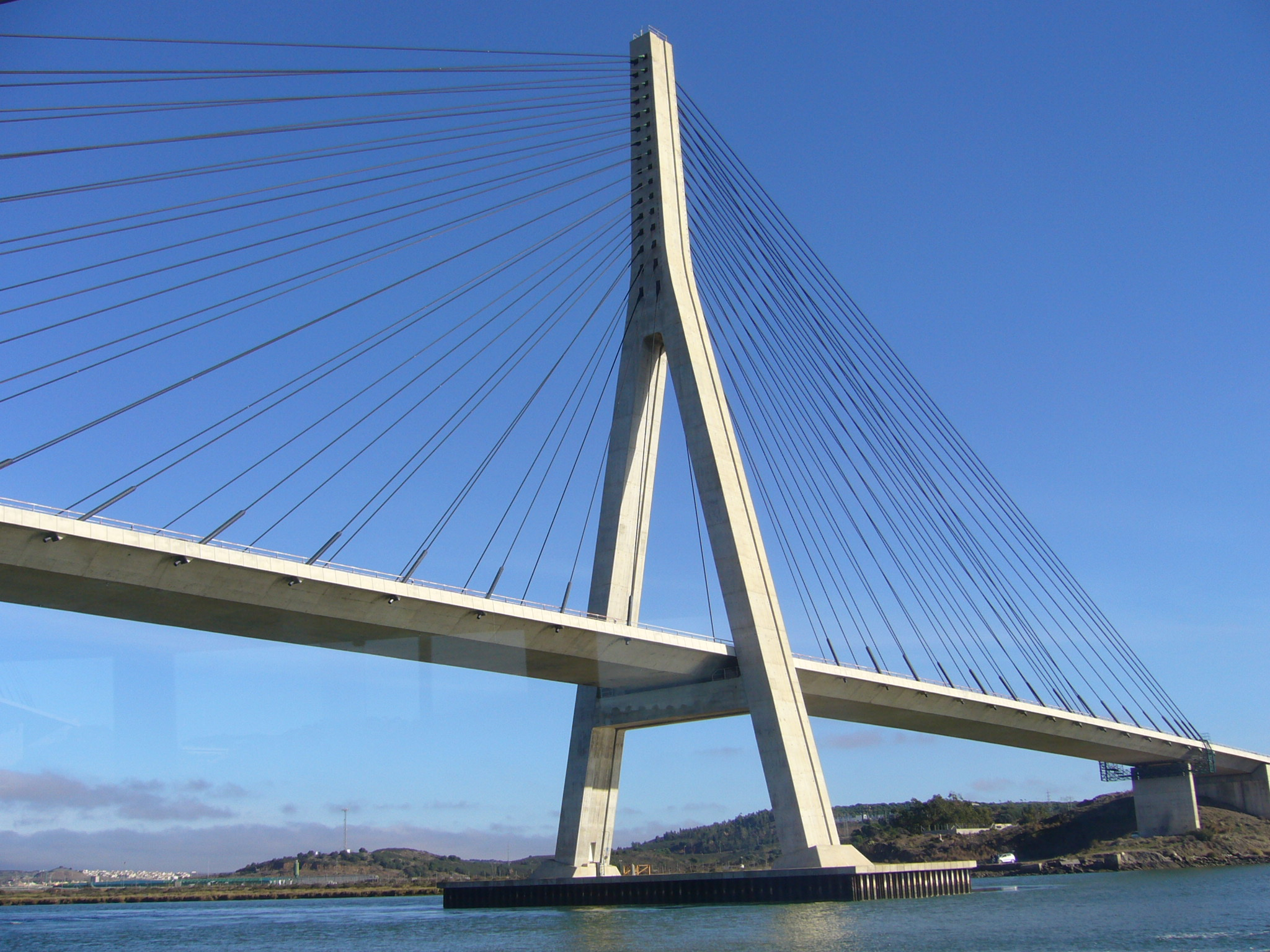
Ponte Internacional do Guadiana, final da A 22